# (18950) Marakessler
(18950) Marakessler est un astéroïde de la ceinture principale d'astéroïdes.

## Description
(18950) Marakessler est un astéroïde de la ceinture principale d'astéroïdes. Il fut découvert le 26 août 2000 à Socorro (Nouveau-Mexique) par le projet LINEAR. Il présente une orbite caractérisée par un demi-grand axe de 2,74 UA, une excentricité de 0,06 et une inclinaison de 5,0° par rapport à l'écliptique.

## Compléments